# Raillencourt Communal Cemetery Extension
Raillencourt Communal Cemetery Extension is een Britse militaire begraafplaats gelegen in de Franse plaats Raillencourt-Sainte-Olle (Noorderdepartement). De begraafplaats wordt onderhouden door de Commonwealth War Graves Commission.
De begraafplaats telt 191 geïdentificeerde Gemenebest graven uit de Eerste Wereldoorlog.